# 石秀慧
石秀慧（1955年12月—），女，汉族，安徽寿县人，1975年5月加入中国共产党，中华人民共和国政治人物。

## 生平
1972年12月毕业于霍山中学高中部，毕业后分配到霍山县大沙埂乡插队，历任民办教师，大队党支部书记、公社党委副书记。后考入安徽师范大学六安教学点，毕业后分配至霍山中学任教。两年后调任霍山县教育局副局长。1989年11月调至海南省教育厅工作，历任省教育厅主任科员，副处长，海南省教育厅基础教育处处长，海南省教育厅副厅长、党组成员兼省教育工委委员，海南省教育厅巡视员。2012年1月任海南省人民政府教育总督学，省教育厅党组成员，省教育工委委员。2016年3月，不再担任海南省人民政府教育总督学、省教育厅党组成员、省委教育工委委员职务，退休。